# Ventura Caro
Ventura Caro y Fontes (Valencia, 14 de julio de 1731 – Valencia, 19 de mayo de 1808) fue un militar español del siglo XVIII. 
Fue mariscal de campo y Capitán General de Galicia, de Guipúzcoa y de Valencia. Dirigió el Ejército español de Navarra y Guipúzcoa durante la Guerra del Rosellón. Caballero de la Orden de San Juan y Gran Cruz de la Orden de Carlos III.

## Biografía
Perteneciente a una familia noble valenciana, fue hijo de José Caro Maza de Lizana y Roca, I marqués de la Romana, barón de Novelda, Mogente y Castillo de la Mola, y de Patricia Fontes y Bienvengud. Tuvo nueve hermanos, siendo el mayor el también militar Pedro Caro y Fontes, II marqués de la Romana, cuyo hijo fue Pedro Caro y Sureda, III marqués de la Romana, sobrino que tuvo bajo sus órdenes como coronel en la Guerra de la Convención. 
El 10 de febrero de 1789 se casó con su sobrina de dieciséis años María Anunciación Caro y Ortiz, hija única de su difunto hermano Carlos, matrimonio del que nació su único hijo, Buenaventura Caro y Caro.

### Primeros años
Ingresó en el ejército el 20 de junio de 1750 como cadete en la Guardia Valona y ascendió en dos años a alférez de fusileros el 21 de marzo de 1752 y a segundo teniente en 1760. Con esa graduación participó en la invasión española de Portugal de 1762. Posteriormente fue promovido a primer teniente en 1767. 
Asistió como voluntario junto a su hermano mayor Pedro, mariscal de campo, a las órdenes de Alejandro O'Reilly, a la invasión española de Argel de 1775, donde su hermano perdió la vida decapitado por un argelino. O'Reilly culpó a este de la derrota que sufrieron. Tuvo que defender el honor de su hermano fallecido ante el consejo de guerra de los que le responsabilizaban de la derrota. Recibió el apoyo del nuevo ministro, conde de Floridablanca, que en ese mismo año le destinó como coronel agregado al Regimiento de Dragones de Pavía con sede en Alicante.
En 1776 participó en la Segunda expedición de Cevallos a Río Grande, en el recién creado Virreinato del Río de la Plata, bajo el grado de comandante del Regimiento de Dragones. Se distinguió en la toma de la isla de Santa Catalina el 22 de febrero de 1777. En Montevideo formó un cuerpo de caballería con el que intervino en la toma de la Colonia de Sacramento. Cuando volvió a España fue nombrado coronel del Regimiento de Dragones de Almansa (1778). 

### Guerra anglo-española (1779-1783)
Habiendo estallado la guerra contra el Reino de Gran Bretaña se embarcó en Alicante con su regimiento bajo el mando del duque de Crillon, destacándose durante la toma de Menorca (1782) en el sitio del castillo de San Felipe. Por su conducta obtuvo el ascenso a brigadier de caballería y el nombramiento de gobernador de la isla. 
Seguidamente fue enviado al sitio de Gibraltar (1779-1783), liderando la columna de granaderos desmontados, desde 27 de mayo de 1782 hasta 2 de febrero de 1783. Fue ascendido a mariscal de campo el 1 de enero de 1783. Participó como voluntario en la nueva expedición y bombardeo de la plaza de Argel a las órdenes de Antonio Barceló.
El 21 de agosto de 1784 se le designó miembro de la comisión de límites entre España y Francia, y dos años más tarde se le nombró inspector general de la infantería y miembro del Consejo Supremo de Guerra, puesto que ocupó hasta su ascenso a teniente general en 1789. Recibió igualmente el nombramiento de Capitán General de Cuba, destino que no llegó a ocupar. Carlos IV, tras su ascenso al trono en 1788, le nombró el 10 de diciembre Capitán General de Galicia de forma interina tras el periodo de licencia por su matrimonio, siendo capitán general titular desde el 2 de enero de 1792.

### Guerra del Rosellón (1793-1795)
Ante la ejecución de Luis XVI durante la Revolución Francesa y el deterioro de las relaciones entre los dos países, le fue encomendada la Capitanía General de Guipúzcoa y el mando del Ejército de Guipúzcoa y Navarra en el frente de los Pirineos occidentales. De acuerdo con el plan de campaña diseñado por el conde de Aranda y aprobado por el Consejo Supremo de Guerra, la misión de su ejército consistía en mantenerse a la defensiva, mientras el Ejército de Cataluña, mandado por Antonio Ricardos, tomaría la ofensiva penetrando en territorio francés y marchando sobre Perpiñán.
Una vez declarada la guerra, cruzó el Bidasoa, se apoderó de Hendaya (23 de abril de 1793), tomó la localidad de Sara (30 de abril) y derrotó a los franceses en el alto de Château-Pignon el 6 de junio siguiente. Siguiendo con el plan preconcebido, se replegó sobre el Bidasoa, en donde rechazó los continuos ataques franceses en la posición fronteriza de Biriatou. Al mes siguiente fueron nuevamente rechazados los franceses, en ese mismo punto y en la Croix des Bouquets (Urruña) (29 de agosto), donde sufrieron graves pérdidas. El 7 de septiembre fueron derrotados al atacar los pueblos de Urdax y Zugarramurdi, consiguiendo Caro mantener la línea del Bidasoa.
A comienzos de 1794, perdidas algunas de las posiciones en la orilla derecha de ese río, Caro efectuó un ataque general contra los franceses mandados por el general Jacques Muller, y reconquistaron la Croix des Bouquets. Llamado a Madrid para diseñar el plan de operaciones para ese año, solicitó inútilmente refuerzos para su ejército y una actitud más ofensiva, petición que no fue atendida. Únicamente se le confirmó que se mantuviera a la defensiva ante los franceses. Reintegrado a su mando, tuvo que hacer frente a los ataques de un ejército francés muy reforzado mediante levas masivas. A pesar de ello, consiguió detener sus ataques hacia La Rhune, el 26 de marzo de 1794. Al mes siguiente, volvió a hacer un ataque general, el 25 de abril, desde el valle del Baztán y Roncesvalles, quemando más de cuatrocientas bordas y casas en Arnegi, en represalia por el incendio de Valcarlos. Como reconocimiento a su actuación, le fue concedida, el 4 de abril de 1794, la Gran Cruz de Carlos III.
A principios de junio, Muller, comandante en jefe del francés Ejército de los Pirineos Occidentales, atacó las posiciones del ejército español en Elizondo, puertos de Izpegi y de Maya, así como en Roncesvalles, pero fue rechazado entre el 3 y el 6 de junio. Por su parte, Caro decidió efectuar una nueva ofensiva general, el 23 de ese mismo mes, con el fin de escarmentar a los franceses. Ante la falta de medios tuvo que replegarse a sus posiciones de partida. A primeros de julio acudió a Madrid a solicitar refuerzos, solicitud que fue denegada. Por ese motivo presentó la dimisión, que le fue aceptada el 2 de julio. Fue sustituido en el mando por el teniente general Martín Álvarez de Sotomayor, conde de Colomera. Manuel Godoy se refirió a él en estos términos: "Caro sirve al Rey de España, monarca el más benigno de la tierra; pues si se hubiese hallado con otro rey, tal vez su cabeza no existiría".

### Últimos años
Permaneció retirado hasta el 12 de julio de 1798, cuando el nuevo secretario de Estado, Francisco de Saavedra, tras el retiro de Manuel Godoy, le nombró embajador en Portugal, cargo que no aceptó. Fue luego nombrado Capitán General de Valencia, el 29 de septiembre de 1801, y recibió el ascenso a Capitán General del Ejército el 28 de diciembre de 1802.  Continuó residiendo en Valencia, hasta su fallecimiento el 19 de mayo de 1808 a la edad de 77 años, poco después de iniciada la Guerra de la Independencia. Tras su muerte, su viuda se casó con su sobrino José Caro y Sureda.

## Premios y reconocimientos
- Caballero de la Orden de San Juan ( Santa Sede).
- Gran Cruz de la Orden de Carlos III ( España). (1794)